# PEACE MAKER (漫画)
『PEACE MAKER』（ピース メーカー）は、皆川亮二による日本の漫画作品。『ウルトラジャンプ』（集英社）にて2007年7月号から2016年6月号まで連載。全17巻。話数カウントは「ACTION-」。
アメリカ西部開拓時代後期がモデルの、架空の世界を舞台としたガンアクション作品。深紅の処刑人との決闘やホープ・エマーソンの兄探しを主軸として物語は展開していく。

## あらすじ
第一章 [単行本 1巻 - 7巻]
銃士による決闘の勝敗によって大金が動く時代。伝説の銃士ピース・エマーソンの引退後、大富豪フィリップ・クリムゾンの私設軍隊「深紅の処刑人」の暗躍によって世界は荒廃していた。そんな荒れた世界に一人の男が現れた。
第二章 [単行本 8巻 - ]
コールとホープの兄弟対決から5年の月日が流れ、なおも武力が支配する世界は続いていた。そんな荒れた世界にホープの愛銃”ホワイトウィング”を持つ一人の銃士が現れた。

## 登場人物

### 主人公一行
ホープ・エマーソン
本作の主人公。早撃ちの天才で、一瞬にして3発の銃弾を発射し、同じ箇所に命中させるスポット・バースト・ショットを得意とする。それだけに留まらず、作中では3つの標的に瞬時に命中させるゲット・オフ・スリーショット、クイックドロー、バーンズ・スタイルでの早撃ちもこなしており、銃士としての実力は一流だが、ことあるごとに「俺は銃士じゃない」と言い張り、人を撃つことを極度に拒み、決闘によって金を稼ごうとはしない。自分が撃つのは「人の皮を被った悪魔だけ」を信条としている。どうしても撃たなければならない事態に陥っても、極力相手を殺さずに腕や足などの命に別状の無い部位か、持っている武器そのものを撃つ。その一方ギャンブルとなると血が騒ぎ賭け金を投じるが、こちらの才能は皆無で滅法弱く、有り金を全て使い果たすこともしばしば。翼のレリーフが刻まれた、父の形見の愛銃ホワイトウィング（コルトSAA）を兄のコール・エマーソンに託すために、兄探しの旅をしていた。
一章の最後にビートを倒したコールに勝負を挑むも敗北。岸壁より落下して行方不明となり、ニコラらの前から姿を消すがアトラらによって救助される。
二章ではクリムゾンの長になったコールを止めるため、忌み嫌っていた銃士となり、世界最強の銃士を決める大会であるG・O・Dにてコールを打倒するべくアトラ、エイドリアンらと行動をともにしながらコレクターとして活動するだけでなく、戦場の最前線に立つことで自身を鍛え上げた。そしてG・O・Dの参加資格である7枚目の証明書を手に入れるべく参加したイコノクラストにてニコラらと再会することになる。
ニコラ・クリムゾン
美しい金髪が特徴の少女。フィリップ・クリムゾンの孫娘。フィリップの元から逃げ出し、ホープやカイルと旅を続ける。フィリップはニコラを連れ戻そうと何人もの深紅の処刑人の銃士を彼女の元に送っている。細身ながら、かなりの大食い。一見可憐でか弱い印象だが、実は意志が強く小悪魔的なところもあり、ホープやカイルなど大の大人も振り回される。
またその出自から「深紅の処刑人」の内情にもいくらか通じており、ニコラの情報がホープ一行の危機を救ったことも何度かある。
第二章では主人公を務める。コニーの手ほどきを受け凄腕の銃士となっており、母親であるジェシカの死の真相を追うべく、コニーと行動を共にする。ホープの持っていたホワイトウイングを愛銃としており、かつての持ち主と同じく「（ホワイトウイングでは）決して人を殺さない」という信念を持つ。しかしそれ故コニーに「無駄に怨恨を増やす」と指摘されているように、対戦した相手に狙われることがある。
カイル・パーマー
ホープの銃士として実力を高く評価し、ホープのマネージャーとなり一攫千金を狙っている。元々は、港街マンティコアで凄腕の銃士ハックルと手を組み、カジノで荒稼ぎをしていた天才賭博師。ハックルが野試合で何者かに敗れ、殺されたことから今まで稼いだ財産を没収された上にマンティコアを追放された。博識で知恵も回るので、ピンチを脱するアイディアや作戦を閃く策略家としての一面も見せている。
第二章ではアバカブの首都ダニットでレジスタンスになっていたが、ダニットはハイマン・エルプトンの侵攻により壊滅していた。自身も死地に赴くつもりであったが、ミクシーに救われ、アクアタルカスのレジスタンスとなる。自身の策略とニコラ、コニーの活躍によってエンプルトン政権を打倒することに成功する。
ビート・ガブリエル
ホープたちがマンティコアで出会った銃士。反射神経と目が良く、バイクに乗りながらでも精確な射撃が可能な程の実力者。決闘では自分の師匠、ジョエル・バーンズが編み出したバーンズ・スタイルで戦う。決して約束を破らないことを自負し、またそれを自慢している。町々の決闘チャンプの証明書を集め、世界一の銃士を目指している証書稼ぎ（コレクター）。尚且つ、ホープに比肩する銃の腕を持っているため、ホープをライバル視している。今はホープ達と行動を共にしており、皆をリードする兄貴肌。証書稼ぎ（コレクター）という狙われやすい職業上、殺気に敏感。使用拳銃はS&Wモデル3。決闘の時以外では二挺拳銃で戦うこともある。第一章のクライマックスでバーンズスタイルを完成させて赤の国で開催されたG.O.Dで決勝戦まで勝ち進み、コール・エマーソンに挑むが圧倒的な実力差で完敗。最後まで戦意を喪失しなかったことからトドメを刺され死亡する。彼の愛銃はミクシーが引き継いだ。
ミクシー・バンクス
タルカス国の大富豪、バンクス家の令嬢。医者を目指している心優しい女性。自動車の運転技術も高い。タルカス国の国王、ハリ・マーコスの死の真相を究明するため、ホープ達と共に行動している。
本人が意図した結果ではないが、イコノクラストの大闘技都市（バトルフィールド）の第8代王者でもある。
第二章ではアクアタルカスのレジスタンスとして活動しており、ダニットでカイルの窮地を救い、レジスタンスに迎え入れる。
ニコラ、カイルらの活躍によってエンプルトン政権を陥落させ、ハリ・マーコスの死の真相を表ざたにすることに成功した。

### 銃士
グレッグ・リバー
シュワルツ最強の銃士。元孤児で、ホープの父、ピースに憧れて銃士の世界に足を踏み入れた。決闘によって稼いだファイトマネーを孤児を保護している教会にほとんど寄付している。孤児の身柄を買い取って保護することもある。ニコラを賭けてハンス・ジャイルズと決闘する。
リック・バタフライ
港町マンティコアの決闘チャンプ。ツイストドローの使い手。ホープの持つシュワルツ決闘チャンプの地位をかけて決闘をすることを望む。コール・エマーソンからツイストドローの手解きを受けたことがある。
アクラブ・カシム
サンドタルカスの決闘チャンプ。街を仕切るカシムファミリーの1人。チャンピオンの椅子を守るために、自分に挑戦してくる者には手下を使って闇討ちなどの卑劣な手を仕掛けていた。だが銃士としての実力は決して低い訳ではなく、自らの筋力と柔軟な体を活かしたモード・スコルピオンというオリジナルのドロースタイルで戦う。
マジック・スティーブ
ビートとは以前からの知り合いの正統派の銃士。「本当に強い銃士はイコノクラストの決闘チャンプ」という通説を覆すために、イコノクラストの大闘技都市（バトルフィールド）に来ていた。イコノクラストの“絶対王者”として君臨していた“深紅の処刑人”の女性メンバー、コニー・レヴィンと一対一で決闘する。
コヨーテ・イルハーン
マウントタルカスの決闘チャンプ。ビートの挑戦を受けるが、決闘の前夜に決闘運営者（デュエルスポンサー）であるクリムゾン・ファミリーの意向により、ピーター・エンフィールドとの対戦を組まれてしまう。チャンプとして今までに倒してきた者の名前を全て覚えており、胸に刻んでいる。
チャン・ラーハン
G・O・D“赤の国”大会の参加者。弁髪・中華服と、中国人風の銃士。スピードには絶対の自信を持っており、“ゴンドルの閃光”の二つ名で呼ばれている。G・O・Dの第一試合でビートと決闘をする。
武藤 暁丸（むとう あかつきまる）
G・O・D“赤の国”大会の参加者。浪人風の風貌をした赤の国出身の“剣士”（便宜上、銃士の項目に入れている）。“らすとさむらい”の二つ名を持っており、日本刀による居合いで多くの銃士に決闘で勝ち続けてきた。優れた動体視力を持っており、鞘を盾代わりにして銃弾を防ぎ、狼の如き俊敏さで相手に近づき斬り伏せるという戦法をとる。刀は銃に勝ると信じており、銃を「数回しか攻撃が出来ぬ不完全な武器」と見ている。父であり剣術の師匠である曙丸を決闘で殺害したコールへの仇討と「剣術こそ最強の武術」という信念を成就するため、大会に参加した。
アレクセイ・ゴドノア
G・O・D“赤の国”大会の参加者。ツイストドロー・ショットの達人で隻腕の銃士。G・O・D第二試合で暁丸と決闘をする。
ロミオ・ギース
G・O・D“赤の国”大会の参加者。わずか13歳にしてG・O・Dに参加者する資格を持つほどの天才銃士。無口な上、常にポーカーフェイス。自分が動きながら標的を撃つムービング・ショットを得意としており、その身のこなしは相手が銃を抜いた瞬間に体をかわすことができるほど速い。対戦相手からはまるで姿が消えたように見えることから“蜃気楼（ミラージュ）”の二つ名を持つ。元フェンシング選手であり、優れた動体視力をもつ。コールの早撃ちを目視できなかったことから、病身の母の治療費を稼ぐこともできる銃士に転向した。
ユーリ・カーショウ
G・O・D“赤の国”大会の参加者。銃士であると同時に名の知れた軍人でもあり、将校服に身を包んでいる。早撃ちのスピードは僅か0.2秒の凄腕。G・O・D第三試合でロミオと決闘をする。
ティム・ロイ
G・O・D“赤の国”大会の参加者。自称“世界一陽気な銃士”で、カウボーイ風の格好をしたショーマンシップに溢れる性格。ノリは軽いが、ピース・エマーソンのショットを使いこなせる上に「スポット・バースト・ショット4発撃ち」が可能と、ガンショー出身で銃の腕は確か。父親をコールに決闘で殺され、その復讐を果たそうとする。
イビル・ジョージ
G・O・D“赤の国”大会の参加者。数々の戦場を渡り歩き、全身に無数の傷がある巨漢。特に顔の損傷が激しく鉄仮面で覆っており、更には手足も鋼鉄の義手・義足で補強している、文字通りの“アイアンマン（鉄の男）”。義手で心臓をカバーすれば相手は急所を狙えなくなる。その巨体に見合ったゴツい銃を使う。G・O・D第四試合でティムと決闘をする。
エル・カラベラ
「戦場のカリスマ」の異名を持つ銃士。G・O・D“赤の国”の大会の3年後に開催されたG・O・Dアトランティーク大会にて決勝戦まで勝ち進み、コールと対峙する。クリムゾンの長となったコールのことを「悪魔」と呼び、「コールを殺したいと思っている人間の代表」として勝負を挑む。
カーロス・デコ
アクア・タルカスの決闘チャンプ。エンプルトンのやり方が気に入らず、反エンプルトン派として活動していた所を逮捕される。
ルイスⅤ世
G・O・D“エンペラーガーデン”大会の参加者。第一開戦目でマクガバンと対戦することとなる。占い師であり（便宜上、銃士の項目に入れている）、銃は愚か、刀剣類の武器を持たないが、占いに使用するカードを風で舞わせて相手の視界をふさいだり、鋭い刃のように投擲して攻撃する。
占いで財を成したルイス家に生まれ、「的中100%の予言」のために様々な工作術、暗殺術を仕込まれて来た。
イズ・チャカカ
G・O・D“エンペラーガーデン”大会の参加者。第一開戦目でダースと対戦することとなる。ゴンゴルという国の少数民族である戦闘民族、ダイニ族の生き残りであり、銃を使わずカイリーなど狩猟器具を用いる（便宜上、銃士の項目に入れている）。
宝順院英神(ほうじゅんいん えいしん)
G・O・D“エンペラーガーデン”大会の参加者。赤の国出身の修行僧であり、すべての業を浄化するためにと各国の決闘場を渡り歩いている。決闘において銃は使わず、刃物を仕込んだ下駄を足で投擲するという戦い方を行う（便宜上、銃士の項目に入れている）。
張黄龍（チャン・ホワンロン）
G・O・D“エンペラーガーデン”大会の参加者。忠の国の暗殺界の重鎮である老人。対戦予定者の間敬太郎が棄権から不戦勝で2回戦に勝ち進む。
アースバウンド計画のカギを握るニコラを拉致すべく自身の配下達を使ってG・O・Dの出場者を暗殺しようとホテルを襲撃するも失敗。証拠隠蔽の仕掛けもアトラによって阻止され、失敗の責任を取らされる形で船で拷問を受けつつ本国に送還され、二回戦も棄権となった。
サヴ・ダース
G・O・D“エンペラーガーデン”大会の参加者。第一開戦目でチャカカと対戦することとなる銃士。アクラブ・カシムの後継者でサンドタルカスの決闘場のチャンプに君臨していたが、ザジ・カシムから「ニコラを殺さずに倒し、且コールを打倒する」という密命を帯びて証書稼ぎに転向したという経歴を持つ。モード・コブラという上半身を前方に折り曲げつつ左手で急所を守るという独特な射撃スタイルをとる。
ラミィ・イルサンド
G・O・D“エンペラーガーデン”大会の参加者。第一開戦目でホープと対戦することとなる銃士でバーンズスタイルの使用者。元々はスカイタルカスの軍人であり、ジョエル・バーンズの部下でもあった。バーンズを殺害したコールへの復讐心から銃士となり、バーンズスタイルの後継者として大会に参加する。
ヘム・ハインケル
G・O・D“エンペラーガーデン”大会の参加者。第一開戦目でエイドリアンと対戦することとなる銃士。『HEM(ホモ・エレクトロ・メカニクス)Ⅳ号』という最新の機械式義手を装着しており、射撃まで0.15秒という驚異的な射撃能力を持つ。
レス・ガーネス
G・O・D“エンペラーガーデン”大会の参加者。第一開戦目でハイマンと対戦することとなる銃士。かつてエンプルトン家の後ろ盾で圧政を敷いていたゴーアという国より独立を果たした国であるスラッグ出身でその独立運動のリーダーであり、世界中でも名を知られている革命の英雄。
ヴィクトル・ウルフ
G・O・D“エンペラーガーデン”大会の参加者。第一開戦目でバケットと対戦することとなる銃士。母国でハンターとして活躍しており、レバーアクション式のライフル銃をコニーと同じくスウィングショットで使用する。その早撃ちのスピードはコニーを上回るほど。
ロイス・マクガバン
G・O・D“エンペラーガーデン”大会の参加者。第一開戦目でルイスと対戦することとなる銃士。開催国であるエンペラーガーデンの出身で弱冠20歳でエンペラーガーデンのチャンプとなった。
タム・ジーアン
G・O・D“エンペラーガーデン”大会の参加者。第一開戦目で宝順院と対戦することとなる銃士。歴史学の講師でありながら銃士として各国を回っているという経歴を持つ。
アルゴ・カッサーノ
G・O・D“エンペラーガーデン”大会の参加者。第一開戦目でアトラと対戦することとなる銃士。
間敬太郎（はざま けいたろう）
G・O・D“エンペラーガーデン”大会の参加者。赤の国出身の軍人風の男。第一開戦目で張の対戦相手であったが姿を現さず、棄権となる。
アキ・ゴロゾル
G・O・D“エンペラーガーデン”大会の参加者。第一開戦目でニコラの対戦相手であったが姿を現さず、棄権となる。

### 深紅(クリムゾン)の処刑人（エクゼキューター）
コール・エマーソン
“銃神”と呼ばれるホープの兄で深紅の処刑人の1人。ホープ同様にスポット・バースト・ショットの使い手で、持っている拳銃（ブラックウィング）はホープとは同型だが銃本体が黒色でグリップが白色、翼のレリーフが黒色など相違点がある。ニコラが住んでいたフェードン村の襲撃にも参加していた。長い黒髪、口の周りを覆う髭が特徴、初期の頃は頭にバンダナを巻いていた。抜き打ちで70ヤード先の鳥を撃ち落とす、ほぼ同時に6発の弾丸を連射するなど作中でも圧倒的な実力者であり、長きに渡りG・O・Dの頂点に君臨し続ける、世界一の“GUNMAN”の称号を持つ男。
第二章ではフィリップ・クリムゾンの跡を継ぎ、世界最大の武器商人となったが、依然としてG・O・Dとの舞台に立ち、挑戦者を自らの手で打ち倒している。
ハンス・ジャイルズ
ニコラを連れ戻しに来た深紅の処刑人の1人。ニコラを賭けてグレッグ・リバーと決闘する。防弾服を着込んでおりコール・エマーソンからは、「死や痛みを恐れる木偶の坊」と評されている。グレッグと決闘した後ホープと対決するも、スポット・バースト・ショットでグレッグの弾丸を体内に押し込まれ死亡する。
ゴードン・ヘッケル
ニコラを連れ戻しに来た深紅の処刑人の1人。特徴的なスキンヘッドと、民家の二階まで顔が届くほどの巨体の持ち主。異名は「戦場の掃除屋」。現れる時は馬車に乗って移動している場合が多く、エルトンなど仲間をつれている場合もある。
基本的に紳士的であり、ホープと初めて会った時は始めに対話で解決しようとしている。
並外れた怪力を活かし、大型の重火器を主要な武装とする。1章では巨大なガトリングガンを手持ち武器として使い、2章では専用に開発した50口径重機関銃に盾を装着した物を使用している。
エルトン
ゴートンの部下である初老の男。基本的にゴードンと行動を共にすることが多く、武器としてレバーアクション式のライフル銃を使う。
登場初期は逃げるカイルを撃ち漏らしたり、ニコラに気を取られている内にカイルから不意打ちを受けて失神するなどあまり目立った活躍はしなかったが、2章以降に登場した際にはアトラの夫であるグッチと共に戦場で戦っていた過去が明かされた上、エイドリアンに飛びかかったバケット特別隊の隊員を空中で射殺するなど高い技量を見せつけた。しかし自身ではとても深紅の処刑人を名乗れる実力では無いと自己評価をしている。
1章ではゴードンのことを「ゴードンさん」呼んでいたが2章では「ゴードン殿」と呼んでいる。
バケット特別隊との戦いでバケットと交戦し、エイドリアンをかばって重傷を負いながらも戦闘を続けるが、最後は刀を突きたてられて致命傷を負い、エイドリアンにアトラがグッチを殺害したと伝えて息絶える。
イアン・ウェンディーズ
ニコラを連れ戻しに来た深紅の処刑人の1人。前髪が横にカールしているのが特徴。目元のみを覆う仮面をつけている。爆弾でホープ達が乗る船を沈めようとした。ナイフでの接近戦や爆発物の扱いを得意とし、敵の気配を読む技術にも長けている。“カマイタチ”の二つ名を持ち、小柄な体格を活かした素早い動きで敵を翻弄する。かなりの自信家で粘着質な性格だが、自分の小柄な体にコンプレックスがあり、「チビ」は禁句。そのせいかデカイ物が嫌い。
コールの過去編において明かされた過去ではかつてはクリムゾンと敵対していたゾラ商会に雇われた殺し屋の一人であり、エンペラーガーデンにおいて開催されたクリムゾン主催サミットへの襲撃に参加していたが、ジェシカに追い詰められて戦闘不能に追い込まれ、そこからクリムゾン側に転向した。
コニー・レヴィン
深紅の処刑人の女性メンバー。ショットガン使い。自分の気配を完全に消す技術を持つため、バトルロイヤルのように大勢の人間が入り乱れた状況では敵に自分の居場所を悟られず一方的に攻撃することができ、イコノクラストの大闘技都市（バトルフィールド）では“絶対王者”として君臨している。しかし、通常の決闘のような一対一の状況でも一流の腕を持ち、スウィングショットという技術を用いてショットガンのような長物でも拳銃と遜色ない抜き打ちが可能。夜眼族と呼ばれる一族の血を継いでおり、左目が夜行性動物の目と同じ働きをする。そのため暗闇での戦闘を得意としている。その反面、暗闇以外の状況では前髪で左目を隠さなければならない。
ホープに破れた後に深紅の処刑人を脱退し、自分をはめた者への復讐を目論むが、自分への裏切り行為を許さないフィリップ・クリムゾンにより送り込まれたピーター・エンフィールドにより重傷を負わされる。その後、サンドタルカスにてカイルに助けられ一時ホープ達と行動を供にする。
幼い頃に一族が焼き討ちに会うもニコラの母であるジェシカに命を救われ、彼女の下で深紅の処刑人としての戦闘技術を叩き込まれた。故に彼女に対しては多大な恩義を感じている。
第二章ではニコラの師となり戦闘の手ほどきをした。しかしニコラの相手を殺さないことについては度々注意している。
ジェシカの汚名を返上するためにニコラと行動をともにしながら、ニコラの出生を調べつつ活動。最終的にエンプルトン政権を打倒し、ジェシカの汚名返上を成功させる。
ニコラの成長を見守っていた内に自身の能力が落ちてきていると感じたため、再度イコノクラストの大闘技都市に参加し感覚を取り戻そうとするが、証書目的で参加していた行方不明になっていたホープと戦うことになり、死闘の末、空中で四肢を撃ち抜かれ再起不能にされる。ニコラの成長を見守る過程で能力が落ちていたわけではなく、ニコラの成長スピードが早いがためにそう感じていただけでむしろ自身の能力は向上していたことをホープに見抜かれていた。
その後はカイルの世話になりながら療養を続け、ニコラがG・O・Dへ参加する頃には両腕を動かして食事ができるまで回復している。
ピーター・エンフィールド
マウントタルカスに送り込まれた“死の魔術師”の異名をとる深紅の処刑人。その力は一瞬で百人以上の人間を葬り去るとも言われ、フィリップ・クリムゾンの元で数多の功績を残した。グリップにイニシャルをあしらったオートマチック式の二挺拳銃で戦う。本名をピーター・ハンミルといい、ビートと同じサン・ジャシントの出身。エンフィールドとは、リー・エンフィールドという銃の名前から取っており、「この銃のように何の感情も持たず人を殺す道具になりたい」という憧れから。盲人ではあるが、視覚以外の感覚を異状に発達させており、心臓の音や鼠の歩く音、人の気配・感情、空気の流れまで感じ取ることができる。しかしその最強の能力は、あらゆる香料を調合し人間の神経や感覚を麻痺させたりすることが出来る調香、“黒調香師（ブラックパフューマ―）”としての能力である。この能力をフィリップ・クリムゾンに買われ、深紅の処刑人となった。
マロッタ・チェンバレン
エンフィールドと行動を共にする、眼鏡をかけた初老の男。エンフィールドの付き人として振舞っていたが、その正体は“風読み”の異名を持つ深紅の処刑人。コニー・レヴィンからも「深紅の処刑人の中でも最も残忍な者の1人」と称される。その実力で、気候や風の流れを予想して都市を一つ燃やしつくしたことがある。実はビートとエンフィールドの故郷、サン・ジャシントの町を黒調香と自らの能力で滅ぼした張本人であり、エンフィールドがビートとの決闘に敗れるとその正体を現し、同じようにマウントタルカスの街も自らの風を読む力と黒調香で滅ぼそうとする。
ガルシア・ハーパー
コールの過去編に登場する深紅の処刑人の1人。マフィアの家系生まれで幼いころから殺しの世界で生きてきた男。戦闘では主に二丁拳銃を用い、シンプルかつ華麗に行うことを信条にしている。若いころのコールの腕を高く買っていた一人。ある任務でコールと行動をともにしていた際、ナムの弓による狙撃を受け、戦死する。
シュトル・ウォーレン
コールの過去編に登場する深紅の処刑人の1人。ボルトアクション式ライフル銃を使う優秀なスナイパーで世界一の腕を自負している。エンペラーガーデンにおいて開催されたクリムゾン主催サミットにおいて襲撃してきたゾラ商会の殺し屋たちを迎撃するがナムとの狙撃戦の最中、隠密術を駆使して接近してきたギャヴィンに気づかずに刺殺される。
フリッツ・ライナー
コールの過去編に登場する深紅の処刑人の1人。深紅の処刑人に加入前は『灰色の怪物』という異名を持つ殺し屋でナイフや銃器など様々な武器を用いる大柄な男。エンペラーガーデンにおいて開催されたクリムゾン主催サミットにおいて襲撃してきたゾラ商会の殺し屋たちを迎撃する際、ボス・バレットに単身挑むも敵わず戦死した。
勝又十三
コールの過去編に登場する深紅の処刑人の1人。赤の国出身で日本刀を武器として用いる剣豪。刀一本で数々の戦場を渡り歩いてきた猛者。エンペラーガーデンにおいて開催されたクリムゾン主催サミットにおいて襲撃してきたゾラ商会の殺し屋たちを迎撃する際、ボス・バレットと最初に交戦するも敵わず戦死した。
シャルル
コールの過去編に登場する深紅の処刑人の1人。爆弾使いであり、様々な種類の爆弾を戦闘に用いる。エンペラーガーデンにおいて開催されたクリムゾン主催サミットにおいて襲撃してきたゾラ商会の殺し屋たちを迎撃する。ガストールをコニーと共同で打倒し、イアンを追い詰めるが背後から接近していたボス・バレットに殺害される。

### クリムゾン一族
フィリップ・クリムゾン
ニコラの祖父。クリムゾン・キングダムの総帥にして世界中に武器を売りさばく死の商人。私設部隊の深紅の処刑人のメンバーからは“親父”や“叔父貴”などと呼ばれている。
強力な予見能力を持ち、その力で他者を巧みにコントロールし、反抗しようとした勢力はことが起こる前に深紅の処刑人に始末させてきた。自身の死をも予見しており、自らの意思を継ぐにふさわしいとして遺言状でコールを後継者として指名していた。
ジェシカ・クリムゾン
ニコラの母。元深紅の処刑人で、“サイレントアサシン”の二つ名で知られた暗殺者。幼少時のコニー・レヴィンの命を救いを深紅の処刑人として育てており、彼女には大変慕われていた。
アクアタルカスの国王ハリー・マーコスの護衛を務めるうちに彼と結ばれニコラを身篭った。これをきっかけに深紅の処刑人を引退したが、やがて夫であるマーコスを暗殺したとして捕らえられ処刑された。しかし実際には双子の妹であるアトラの犯行であり、彼女は無実の罪であった。
後に父の予見能力を受け継いでいることが判明し、幼少のニコラに漠然とではあるが予知の一部を教えていた。
コールの過去編に登場した際には高い戦闘能力を見せつけ、当時敵対していたゾラ商会側についていたイアンを圧倒している。
アトラ・クリムゾン
ジェシカの双子の妹で、ニコラにとっては叔母に当たる。双子だけあり、ジェシカとはそっくりの容姿をしている。
フィリップに捨てられた母・ケイトの望みである『エルプトンおよびクリムゾン一族の滅亡』を果たすために影で暗躍する。
姉のジェシカが「最強」と称えるほどの暗殺者であり、現在もその能力を有していることを示唆している。過去にグッチという同じ暗殺者仲間の男と関係を持ち、それによって生まれたのが息子のエイドリアンである。
夫であるグッチは既に死亡しており、アトラに殺害されたからであると周囲の人間から思われているが実際はそうフィリップらに仕向けられただけで彼女の眼前で銃撃で殺害されている。やがてエイドリアンを産みクリムゾンからの逃亡生活が始まるが、母の無念を知らずに幸せに暮らしていたジェシカを逆恨みし、ミック・ラザフォードやオディオ・エルプトンと共謀し双子と言う特性を利用してニコラの背中にアースバウンド計画の入れ墨を刻ませ、姉の夫であるマーコスを自身の手で殺害、アトラの思惑通りジェシカは捕らえられ処刑された。
クリムゾンの長となったコール・エマーソンを打倒するべく息子のエイドリアンも参加するG・O・Dへの参加を決める。銃は使わず、得意とする暗殺術で戦う。
エイドリアン・クリムゾン
アトラの息子である青年。母親であるアトラの願いをかなえるべく、G・O・Dに参加しコールを倒すことを目標に証書の収集を行っている。ホープとは行動を共にしているがG・O・Dでコールを倒すのは自分である、と強いライバル意識を持っており、襲撃者に手心を加えるホープに批判的である。
決闘では銃は使わず、投げナイフを使用。相手が構える前に複数枚のナイフをすべて急所に当てるなどアトラ譲りの強力な戦闘技術を持ち、通常の戦闘でもナイフ以外の拳銃などの武器も巧みに使いこなす。
ケイト・クリムゾン
フィリップの妻で暗殺者。フィリップに反旗を翻しアトラと共に逃亡生活を送るも、既に逃亡を予知していたフィリップの工作によって遅行毒を盛られており、アトラにクリムゾンの滅亡を託して死亡した。

### その他
ピース・エマーソン
ホープとコールの父親。伝説の早撃ちの達人（クイックドローマスター）と呼ばれている。銃士として名を馳せ多くの銃士から尊敬されていた。銃士を引退後は曲芸撃ち（トリック・ショット）を窮め、様々な街でガン・ショーを行い、純粋にガン・プレイのみで見る者を喜ばせた。
現役時代は深紅の処刑人に所属しており、当時のジョエル・バーンズですら到底歯が立たなかった程の腕前を誇っていた。その高い実力で多くの非道を行った故に“無慈悲な天使”の二つ名で恐れられていた。
フィリップ・クリムゾンの策略でクリムゾンから脱退した兄ウィルの始末に差し向けられ、彼とその妻を射殺してしまう。その一件でクリムゾンより決別し、銃士を引退。ウィルの息子であるコール、ホープを引き取って育てていく。
元々コールの持つ妖銃ブラックウィングは、その頃のピースが使っていたものである。
ウィル・エマーソン
ピース・エマーソンの兄。ピース・エマーソンと共に天才銃士と呼ばれるほどの銃の腕前。
実はホープとコールの本当の父親。長年ピースと共にフィリップ・クリムゾンの下にいたが、フィリップのやり方に疑問を感じクリムゾン傘下から脱退、追っ手として差し向けられたピースによって妻共々殺された。
ホープのホワイトウィングは、元々はピースではなく、ウィルが使っていたものである。
ジョエル・バーンズ
攻防一体である「バーンズ・スタイル」の生みの親であり、ビートの師匠。「生ける伝説」とまで言われる、名を馳せた銃士。スカイタルカスにてビートを待つ。ピース・エマーソンの過去を知っている人物である。スカイタルカスでの戦いの後に戦場に現れたコールと対峙し、決闘を挑むが敗北。死亡した。
ハリー・マーコス
アクアタルカスの国王にして元最高指導者。温厚な人物として知られ、国民にも絶大な人気を誇っていた。作中では死亡しており、回想のみの登場。
ニコラの実父であり、ジェシカとは自身の護衛が縁で結ばれた。しかし元暗殺者のジェシカの子を世間に公表するわけにも行かず、ジェシカに預ける形でニコラの成長を見守っていた。
表向きはジェシカ・クリムゾンに暗殺されたとされているが、実際はジェシカの双子の妹であるアトラの仕業であった。
オディオ・エルプトン
アクアタルカスの現最高指導者。老齢によりハイマンにその座を譲る。自身の野望のためクリムゾンと手を組み、穏健派であった国王マーコスを暗殺し今の地位についた。自分の秘密を知るニコラを異常に恐れており、追手としてジムコ兄弟など数々の刺客を差し向けた。
ジェシカの真相を探るべく城に侵入したニコラらの前にアトラによって引き出され、恐怖のあまりショック死してしまい、結果的にエンプルトン政権は陥落する。
ハイマン・エルプトン
オディオの息子で軍人。かつてダニットに侵攻して壊滅させている。老齢のオディオより最高指導者を引き継ぎ、タルカスの武力統一を目論む。
父親と違い豪快で頭のキレる男で、軍師としても銃士としても一流の実力を持つ。常人よりも大きい44口径の銃を早撃ちで扱い、占領した土地の決闘チャンプに自ら挑み勝つことで圧倒的な力を誇示するスタイルにこだわっている。
ニコラとの一騎討ちに敗れた後は国を追われ、身を寄せる先だったカシム一派に命を狙われるが、間一髪でニコラ達に救われ、上の世界で生きてきた甘さを認識し下の世界で己を鍛えなおすことを決意。やがて銃士となりG.O.Dの舞台に上ってきた（この際負傷した右手から左撃ちに転向している）。
かつてのアクアタルカスの国王マーコスとは親友の間柄だった。
ジムコ兄弟
狙撃ライフル使いのラミレス、爆薬トラップの名人であるガニエ、マシンピストル使いのザンビー、サブマシンガン使いのゴンザレスの4人で構成される兄弟の殺し屋。長男であるラミレスが狙撃を担当し、他の3人が連携で相手を追い詰めるという戦法を取る。
オディオ・エルプトンによってニコラを始末するために送り込まれ、フェードン村に母親の手掛かりを探しに来たニコラ、コニーと戦う。
当初は抜群の連携プレーでコニーを負傷させるなど有利に戦いを進めたが、ニコラの腕前の前に徐々に連携に綻びが生じ、ザンビーが負傷して身動きが取れなくなったのを皮切りに形勢を逆転され、最終的にラミレス、ガニエはコニーに直接射殺され、ザンビー、ゴンザレスはニコラによって負傷したのちに抵抗したためにコニーに始末された。
スティーブ・バケット
「失敗しない部隊（アンフェイルドフォース）」として有名なエリート傭兵部隊「バケット特別隊」を率いる傭兵。数々の戦場で英雄的活躍をしており、フィリップ・クリムゾンのスカウトを断ってバケット特別隊を作り上げた過去を持つ。
人間離れした身体能力に加え、気配や殺気を全く感じさせずに脊髄反射のごとく反応して戦う。刀を主な武器として用いる他、拳銃や煙幕弾も巧みに利用する。
アトラの依頼でニコラを捕えるべく、ニコラ、ホープ、エイドリアンを保護したゴードンらを襲撃。その戦闘能力からホープ、ゴードンに重傷を負わせ、エルトンを殺害、一時的とはいえニコラを失神に追い込むまでしたが機関車で逃走する彼らを部下と共に追撃していた際、コールと接触することになる。同じくニコラが目的であったため、部下と共にコールを攻撃するもかなわず、部下を皆殺しにされた挙句に自身はナイフを突きたてられた上で殴り倒されて失神という完敗を喫する。
その後、コールやホープへの報復目的でG.O.Dに参加を決め、武器を持たず、素手で相手を倒すというスタイルで参戦する。
ボス・バレット
コールの過去編に登場するクリムゾンと敵対していた組織であるゾラ商会に雇われていた殺し屋の1人。『究極の傭兵』、『軍神』の異名を持つ数々の戦場を渡り歩いてきた伝説の傭兵であり、味方についた軍を必ず勝利に導くといわれている。戦闘において銃器や爆弾からナイフや鞭といったあらゆる武器を使う。戦争をコントロールしようとするクリムゾンのやり方が気にいらずゾラ商会につき、フィリップ・クリムゾン抹殺のためにギャヴィンらとともにエンペラーガーデンにおいて開催されたクリムゾン主催サミットを襲撃する。圧倒的な戦闘力で深紅の処刑人メンバーの勝又、シャルル、ライナーを殺害し、コニー、ジェシカを一蹴するが覚醒したコールとの戦いで重症を負わされる。それでもクリムゾン抹殺を諦めずに戦闘を続けるも会議場に乗り込んだ直後に爆弾で倒したと思っていたコールによって射殺される。
ギャヴィン・ハリスン
コールの過去編に登場するクリムゾンと敵対していた組織であるゾラ商会に雇われていた殺し屋の1人。『切り裂きギャヴィン』の異名を持ち、隠密術を駆使して刀剣による攻撃を得意とする。その顔半分には醜いやけどの痕があり、マスクで隠している。その傷はピース・エマーソンと戦った際に負った傷であり、その恨みからゾラ商会に加担しつつ、殺し屋を引退してガンショーを続けるピースに妨害行為をするなど、陰湿な嫌がらせ(引退した人間の殺害はプライドが許せなかったことから自重していた)を行っていた。エンペラーガーデンにおいて開催されたクリムゾン主催サミットへの襲撃に参加。深紅の処刑人のメンバーであるウォーレンを殺害し、さらにコールらと交戦し追い詰めるがそのさなかに覚醒したコールによって打撃で一蹴されてしまう。重傷を負いながらもその場から逃走。やり場のない怒りをピースらに向け、後日、爆薬でピースらのガンショーのテントを襲撃。ちょうどガンショー開催の申請を行いにその場を離れていたピースとホープ以外のメンバーを皆殺しにするがアトラによって情報を伝えられて駆けつけたコールによって銃撃を受け、持っていた爆薬が炸裂して爆死する。
ナム・ハル
コールの過去編に登場するクリムゾンと敵対していた組織であるゾラ商会に雇われていた殺し屋の一人。モル国出身の弓使いで高い狙撃能力を持ち、爆薬を弾頭にした矢など特殊な矢も使用する。かつてピースと対峙してそのオーラに怖気づいてしまった過去があり、因縁をもっていた。ある任務で行動していたコールとハーパーを襲撃し、ハーパーを殺害。さらにエンペラーガーデンにおいて開催されたクリムゾン主催サミットへの襲撃に参加し、仲間のギャヴィン、重機関銃使い(氏名不明)とともにゴードンとコールらと交戦し追い詰めるがその最中に覚醒したコールによって重機関銃使い共々瞬時に射殺されてしまう。
ガストール
コールの過去編に登場するクリムゾンと敵対していた組織であるゾラ商会に雇われていた殺し屋の一人。大柄な男で主な武器は水平二連式のソードオフされた散弾銃。背負っているリュックサックに予備の銃を複数つめ交換しながら戦う。エンペラーガーデンにおいて開催されたクリムゾン主催サミットへの襲撃に参加。イアンとコンビを組んで2名で先行して攻略を行っていたが深紅の処刑人メンバーらと接触し、シャルルの爆弾で吹き飛ばされた隙にコニーによって射殺される。

## 国・街
シュワルツ
ホープ、ニコラ、カイルが出会い本作の始まりとなった街。決闘が盛んなようで街の大通りを使い多くのギャラリーを集め毎日のように開催されている。
ネオ・ジェネシス
シュワルツの決闘チャンプであるグレッグ・リバーが育ったコリンズ教会がある街。10年以上前には、ピース・エマーソンもガン・ショーの興行に訪れている。
フェードン村
深紅の処刑人によって壊滅させられた村。教会の地下には偽札を作るための工場がある。
マンティコア
港町。カイル・パーマーの故郷。
アクアタルカス
港町。客船をイアンから守り抜いたホープ一向は、英雄としてバンクス家に歓迎される。
サンドタルカス
砂漠の町。スフィンクスのようなエジプト風の建造物がある。また、巨大な国立図書館があり、世界中の文献がそろっていると言われている。
イコノクラスト
“深紅の処刑人”メンバーのコニー・レヴィンが“絶対王者”として君臨する大闘技都市（バトルフィールド）がある街。ここでの決闘は通常の一対一で行う形式ではなく、闘技都市内で大勢の参加者が全員入り乱れて戦う、いわゆるバトルロイヤル形式になっている。使う武器の制限は特に無いようで、拳銃以外の武器を使う殺し屋や元軍人なども参加してくる。それ故に、「一番強いのはイコノクラストで決闘チャンプになった者だ」という通説がある。
スカイタルカス
義勇軍や傭兵が入り交じる要塞都市。元々、タル教がカンサス教団からの宗教弾圧から逃れるために造られた街で、宗教戦争が何百年も続いている。厳戒態勢のため、この街では決闘は開催されていない。
赤の国（レッド）
住人達の衣服や建造物が西洋風だけでなく、中国風だったり、はたまた和風だったりと様々な文化様式が入り混じった国。決闘はここでも行われており、侍風の男が腰に刀ではなく銃を挿していたりする。領主は日本式の巨大な城郭に住み、髷を結い、和服を着ており、大名のような風貌をしている。3年に一度行われるG・O・Dの開催国（毎回この国で開催される訳ではない）。

## 用語解説
銃士
早撃ち自慢の総称。特に銃士になるための試験は無いようで決闘を行う者が銃士と呼ばれる。
決闘（デュエル）
銃士同士が銃を用いて闘う試合。様々な街で行われておりポピュラーな賭博のひとつとして扱われている。観客はオッズに応じて金を賭ける。勝者は莫大なファイトマネーを手に入れることができるが、敗者は最悪の場合には命を落とすこととなる。ルールも街によって異なり、別の街から来た銃士も基本的にその街のルールに従って決闘を行う。
使用する武器は自由で、武藤暁丸は銃を使用せずに日本刀で決闘に参加している。
決闘の参加には年齢制限がなくロミオ・ギースは13歳でG・O・Dに参加した。しかしながら観戦には年齢制限がかけられていることがありニコラやロミオ・ギースが入場を拒否された。
証書稼ぎ（コレクター）
ビートのように、旅をしながら町々の決闘に出場して、その町のチャンピオンを倒し、決闘チャンプの証明書を集めている銃士のこと。証明書を7枚集めた銃士には、銃士として最高の名誉である“GUNMAN”の称号とG・O・D（ガンズ・オブ・ドミネイション）への出場権が与えられる。
G・O・D（ガンズ・オブ・ドミネイション）
3年に一度開催される世界最強の銃士を決める戦いで決闘チャンプの証明書を7枚集めることが参加条件となる。
勝負は現チャンプを除いたトーナメント方式で行われ、最後まで勝ち抜いた1人のみがG.O.Dの現チャンプと対戦する権利を得られる。
開催国は毎回変わり、作中では赤の国とセーミュ、アトランティークで開催されたことが明らかになっている。
深紅の処刑人（クリムゾン・エクゼキューター）
開拓地からやって来た大富豪フィリップ・クリムゾンの抱える私設軍隊。メンバーは皆、開拓地の戦場で人を何人も殺して名を馳せた凄腕の銃士。村の1つや2つは容易に壊滅させる武力を持ち、国営軍に匹敵すると噂される程である。歯向かう者は容赦無く殺す残虐性から評判が悪いが、その強さから誰も逆らうことができない。
アースバウンド計画
かつてクリムゾン・カンパニーが行ったリザード島で行われた原子爆弾を使った実験、及び製造法を記した計画。
あまりの威力と凄惨さにクリムゾンやスポンサーは計画自体を封印した。スポンサーの1人であり原子爆弾の力の可能性を捨て切れないミック・ラザフォードは、ニコラの背中に原材料であるウランの埋蔵地を記した。エルプトン政権崩壊の際封印していた一部の資料が漏れたことで、各国は彼女を付け狙っている。

## 書誌情報
- 皆川亮二 『PEACE MAKER』 集英社〈ヤングジャンプ・コミックス・ウルトラ〉、全17巻
  1. 2008年1月23日第1刷発行（8月18日発売[集 1]）、ISBN 978-4-08-877390-2
  2. 2008年8月24日第1刷発行（8月19日発売[集 2]）、ISBN 978-4-08-877499-2
  3. 2009年2月24日第1刷発行（2月19日発売[集 3]）、ISBN 978-4-08-877606-4
  4. 2009年10月24日第1刷発行（10月19日発売[集 4]）、ISBN 978-4-08-877749-8
  5. 2010年10月24日第1刷発行（10月19日発売[集 5]）、ISBN 978-4-08-877867-9
  6. 2010年11月24日第1刷発行（11月19日発売[集 6]）、ISBN 978-4-08-879069-5
  7. 2011年6月22日第1刷発行（6月17日発売[集 7]）、ISBN 978-4-08-879167-8
  8. 2012年1月24日第1刷発行（1月19日発売[集 8]）、ISBN 978-4-08-879262-0
  9. 2012年7月24日第1刷発行（7月19日発売[集 9]）、ISBN 978-4-08-879380-1
  10. 2013年2月24日第1刷発行（2月19日発売[集 10]）、ISBN 978-4-08-879505-8
  11. 2013年8月24日第1刷発行（8月19日発売[集 11]）、ISBN 978-4-08-879637-6
  12. 2014年2月24日第1刷発行（2月19日発売[集 12]）、ISBN 978-4-08-879755-7
  13. 2014年9月24日第1刷発行（9月19日発売[集 13]）、ISBN 978-4-08-890004-9
  14. 2015年3月24日第1刷発行（3月19日発売[集 14]）、ISBN 978-4-08-890179-4
  15. 2015年9月23日第1刷発行（9月18日発売[集 15]）、ISBN 978-4-08-890258-6
  16. 2016年2月24日第1刷発行（2月19日発売[集 16]）、ISBN 978-4-08-890362-0
  17. 2016年7月24日第1刷発行（7月19日発売[集 17]）、ISBN 978-4-08-890484-9